# Aprosthema bifidum
Aprosthema bifidum är en stekelart som först beskrevs av Johann Christoph Friedrich Klug 1834.  Aprosthema bifidum ingår i släktet Aprosthema, och familjen borsthornsteklar. Arten är reproducerande i Sverige.